# Polyrhachis santschii
Polyrhachis santschii é uma espécie de formiga do gênero Polyrhachis, pertencente à subfamília Formicinae.